# Cephalophora aromalica
Cephalophora aromalica là một loài thực vật có hoa trong họ Cúc. Loài này được Schrad. mô tả khoa học đầu tiên.